# كلمة فصل (برنامج)
كلمة فصل هو برنامج حواري فني يتضمن لقاء مع فنان يمر حلالها عبد فصول السنة الأربعة، قدمته الإعلامية اللبنانية جومانا بو عيد على شاشة روتانا موسيقى 

## فكرة البرنامج
- فكرة البرنامج على استضافة كبار النجوم من العالم العربي في مجال الفن الغنائي وغيره من خلال حلقات اسبوعية تطل يوم الخميس على روتانا موسيقى في جو حواري احتفالي يتمحور المضمون حول مسيرة الفنان الخاصة والمهنية في اطار الفصول الاربعة .
- فصل الشتاء: المراحل الباردة والعاصفة في حياة الفنان الضيف ( صعوبات المشوار- المراحل الفاشلة ) اضاءة الاستوديو مواكبة للون الثلج والمؤثرات الخاصة البصرية والسمعية سترافق هذا الجزء لتعكس اجواء فصل الشتاء البارد وديكور البرنامج في هذا الجزء سيكون مواكبا لحالة فصل الشتاء. خلال هذا الفصل يتم عرض روبرتاج خاص . غناء اغنيتين من اغاني الفنان التي لم تحقق انتشارا جماهيريا لكنها بالنسبة للفنان يعتبرها اغاني مهمة فنيا.[2][3][4][5]
- فصل الربيع: المرحلة المثمرة في حياة الفنان (الالبوم- لقاءاته مع النجوم- دويتو مع ضيف الفنان) اضاءة الستوديو تتلون بالوان الربيع وتتغيرالمؤثرات الخاصة البصرية والسمعية على الشاشات لتواكب اجواء الربيع والحوار يواكب الربيع الفني عند الفنان وضيوفه. روبرتاج كواليس التسجيلات في الستوديو مع الملحنين ومراحل وضع الصوت التي لم تكف بعد غناء اغنيتين حديثتين من البومه الجديد.
- فصل الخريف: الأشجار تتعرى من الاوراق (لقاء الصحافة مع الفنان المواجهة بالنقد الإيجابي والسلبي) اضاءة الستوديو تتلون بلون اوراق الشجر التي تتساقط على الشاشات والمؤثرات الخاصة التي ترافق هذا الفصل(مشاركة الصحافة هذه المرة مختلفة من حيث الشكل مواجهة مباشرة بين الفنان وأحد كبار الصحافيين باتصال مباشر عبر الهاتف وطرح قضية تتعلق بالفنان ومناقشتها ) روبرتاج : ما كتبته الصحافة في البلاد العربية حول الفنان الضيف غناء اغنيتين من أجمل ما قدم الفنان في ارشيفه الغنائي القديم .
- فصل الصيف : الاجواء المرحة –الرحلات-الاسفار (المهرجانات-الرحلات-العائلة-حياته بعيدا عن الفن) اضاءة الستوديو تتلون بلون البحر واجواء الصيف المشرقة والمؤثرات الخاصة التي ترافق هذا الفصل على الشاشات الكبيرة .

## ضيوف البرنامج
- نوال الزغبي
- أصالة نصري
- نجوى كرم
- أنغام
- كاظم الساهر
- مروان خوري
- رويدة عطية
- صابر الرباعي
- أبو بكر سالم
- عبادي الجوهر
- لطيفة
- عاصي الحلاني
- ماجد المهندس
- خالد عبد الرحمن
- وليد توفيق